# Only Murders in the Building
Only Murders in the Building è una serie televisiva statunitense ideata da Steve Martin e John Hoffman. La prima stagione della serie, composta da 10 episodi, è stata resa disponibile sulla piattaforma streaming Hulu a partire dal 31 agosto 2021.
In Italia è disponibile su Disney+ come Star Original.

## Trama

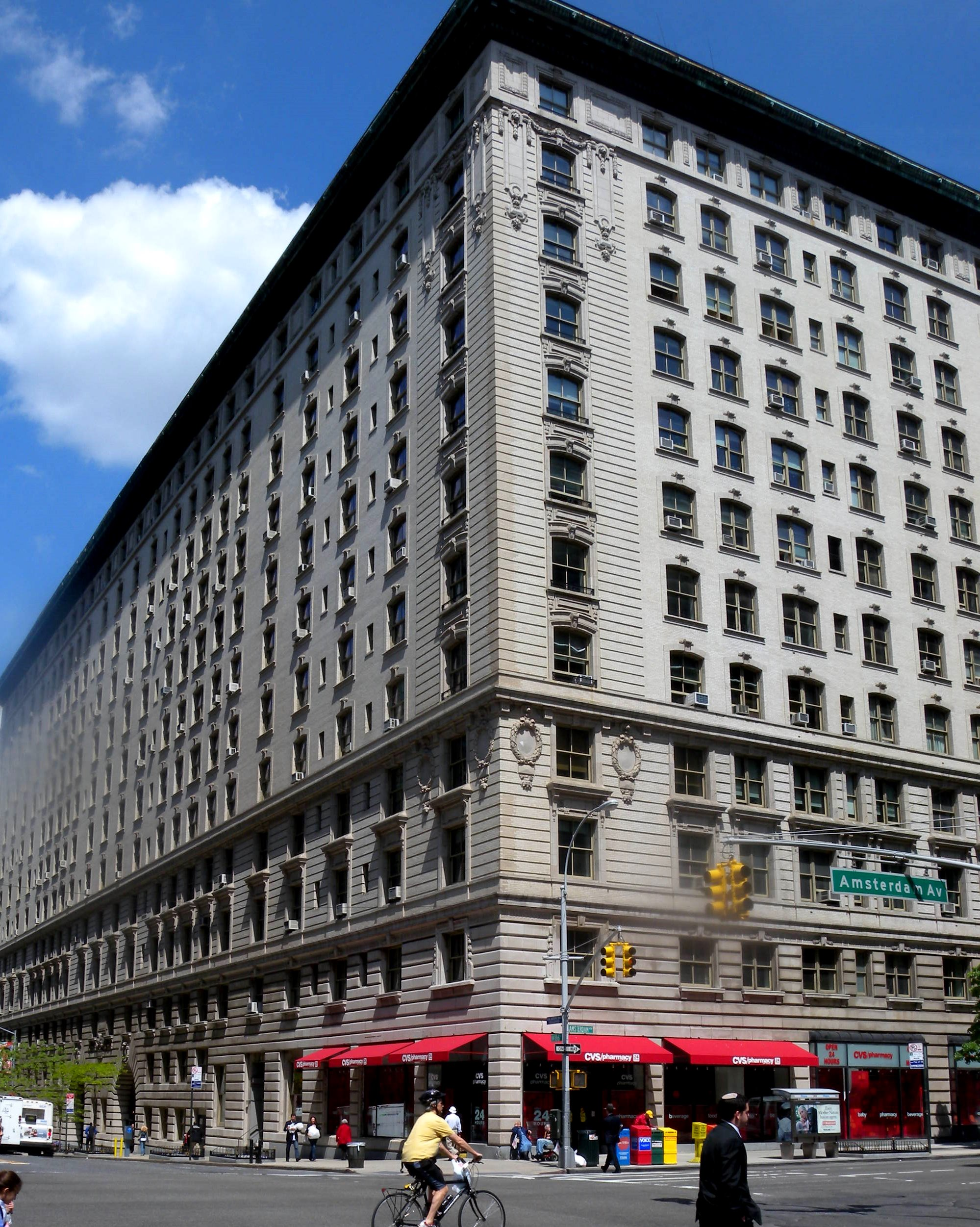
Una veduta del Belnord, il palazzo newyorkese usato per gli esterni dell'Arconia Building

Dopo la scoperta di un'orribile morte in un palazzo dell'Upper West Side, l'immaginario Arconia Building, tre inquilini dell'edificio, estranei tra loro, ma accomunati dalla passione per un podcast True Crime, sospettano subito che si tratti di omicidio e si uniscono per indagare sull'accaduto. Mentre registrano un loro podcast per documentare il caso, i tre scoprono i segreti del palazzo che riguardano eventi accaduti molto tempo prima.

## Episodi
| Stagione         | Episodi | Pubblicazione USA | Pubblicazione Italia |
| ---------------- | ------- | ----------------- | -------------------- |
| Prima stagione   | 10      | 2021              | 2021                 |
| Seconda stagione | 10      | 2022              | 2022                 |
| Terza stagione   | 10      | 2023              | 2023                 |
| Quarta stagione  | 10      | 2024              | 2024                 |
| Quinta stagione  | 10      | 2025              | 2025                 |

## Personaggi e interpreti

### Personaggi principali
- Charles-Haden Savage (stagione 1-in corso), interpretato da Steve Martin, doppiato da Mario Cordova.
- Oliver Putnam (stagione 1-in corso), interpretato da Martin Short, doppiato da Mino Caprio.
- Mabel Mora (stagione 1-in corso), interpretata da Selena Gomez, doppiata da Monica Vulcano.
- Oscar Torres (stagione 1), interpretato da Aaron Dominguez, doppiato da Federico Campaiola.
- Jan Bellows (stagione 1; ricorrente stagione 2; guest stagione 4), interpretata da Amy Ryan, doppiata da Cinzia De Carolis.
- Alice Banks (stagione 2), interpretata da Cara Delevingne, doppiata da Valentina Favazza.
- Howard Morris (stagione 3-in corso;[3] ricorrente stagioni 1-2), interpretato da Michael Cyril Creighton, doppiato da Alessio Cigliano.
- Loretta Durkin (stagione 3-in corso; ricorrente stagione 4), interpretata da Meryl Streep, doppiata da Maria Pia Di Meo.

### Personaggi ricorrenti
- Cinda Canning (ricorrente stagioni 1-2; guest stagione 3), interpretata da Tina Fey, doppiata da Beatrice Margiotti.
- Ursula (stagioni 1-2), interpretata da Vanessa Aspillaga, doppiata da Paola Majano.
- Will Putnam (stagioni 1-2; guest stagioni 3-4), interpretato da Ryan Broussard, doppiato da Paolo Vivio.
- Uma Heller (stagione 1-in corso), interpretata da Jackie Hoffman, doppiata da Antonella Alessandro.
- Detective Williams (stagione 1-in corso), interpretata da Da'Vine Joy Randolph, doppiata da Mariadele Cinquegrani.
- Grover Stanley (stagioni 1-2), interpretato da Russell G. Jones, doppiato da Emilio Mauro Barchiesi.
- Teddy Dimas (stagioni 1-2), interpretato da Nathan Lane, doppiato da Stefano Mondini.
- Theo Dimas (stagione 1; guest stagioni 2-3), interpretato da James Caverly.
- Lester (stagione 1-in corso), interpretato da Teddy Coluca, doppiato da Giovanni Caravaglio.
- Sazz Pataki (stagioni 1-4), interpretata da Jane Lynch, doppiata da Alessandra Korompay.
- Poppy White/Becky Butler (stagioni 1-2), interpretata da Adina Verson, doppiata da Alessia Rubini.
- Bunny Folger (stagioni 1-2; guest stagione 3), interpretata da Jayne Houdyshell, doppiata da Angiola Baggi.
- Tim Kono (stagione 1), interpretato da Julian Cihi, doppiato da Dimitri Winter.
- Zoe Cassidy (stagione 1), interpretata da Olivia Reis, doppiata da Alessandra Bellini.
- Ndidi Idoko (stagione 1), interpretata da Zainab Jah, doppiata da Sara Ferranti.
- Joy (guest stagione 2; stagione 3), interpretata da Andrea Martin, doppiata da Valeria Perilli.
- Jonathan (guest stagione 2; stagione 3), interpretato da Jason Veasey, doppiato da Alessandro Budroni.
- Lucy (stagione 2), interpretata da Zoe Margaret Colletti, doppiata da Vittoria Bartolomei.
- Rose Cooper (stagione 2), interpretata da Shirley MacLaine, doppiata da Graziella Polesinanti.
- Detective Kreps (stagione 2), interpretato da Michael Rapaport, doppiato da Pasquale Anselmo.
- Nina Lin (stagione 2), interpretata da Christine Ko, doppiata da Alessandra Bellini.
- Ivan (stagione 2), interpretato da Ariel Shafir, doppiato da Gianluca Cortesi.
- Ben Glenroy/Glen Strubbins (stagione 3; guest stagione 2, 4), interpretato da Paul Rudd, doppiato da Roberto Certomà (stagione 2), da Riccardo Niseem Onorato (stagione 3) e da Gianfranco Miranda (stagione 4)
- Tobert (stagione 3), interpretato da Jesse Williams, doppiato da Edoardo Stoppacciaro.
- Dickie Glenroy (stagione 3; guest stagione 4), interpretato da Jeremy Shamos, doppiato da Andrea Lavagnino.
- Donna DiMeo (stagione 3), interpretata da Linda Emond, doppiata da Antonella Giannini.
- Clifford DiMeo (stagione 3), interpretato da Wesley Taylor, doppiato da Marco Barbato.
- Kimber (stagione 3), interpretata da Ashley Park, doppiata da Erica Necci.
- Ty (stagione 3), interpretato da Gerald Caesar, doppiato da Federico Viola.
- K.T. (stagione 3), interpretata da Allison Guinn, doppiata da Giorgia Locuratolo.
- Bobo (stagione 3), interpretato da Don Darryl Rivera, doppiato da Sacha Pilara.
- Zach Galifianakis (stagione 4), interpreta se stesso, doppiato da Roberto Stocchi.
- Eva Longoria (stagione 4), interpreta se stessa, doppiata da Ilaria Stagni.
- Eugene Levy (stagione 4), interpreta se stesso, doppiato da Massimo Rossi.
- Bev Melon (stagione 4), interpretata da Molly Shannon, doppiata da Daniela D'Angelo.
- Trina Brothers (stagione 4), interpretata da Catherine Cohen, doppiata da Federica Russello.
- Marshall Peepope/Rex Bailey (stagione 4), interpretato da Jin Ha, doppiato da Mattia Billi.
- Scott Bakula (stagione 4), interpreta se stesso, doppiato da Marco Mete.
- Tawny Brothers (stagione 4), interpretata da Siena Werber, doppiata da Giorgia Locuratolo.
- Alfonso (stagione 4), interpretato da Desmin Borges, doppiato da Emiliano Coltorti.
- Vince Fish (stagione 4), interpretato da Richard Kind, doppiato da Paolo Marchese.
- Rudy Thurber (stagione 4), interpretato da Kumail Nanjiani, doppiato da Daniele Raffaeli.
- Inez (stagione 4), interpretata da Daphne Rubin-Vega, doppiata da Laura Romano.
- Ana (stagione 4), interpretata da Lilian Rebelo, doppiata da Camilla Murri.
- Doreen (stagione 4), interpretata da Melissa McCarthy, doppiata da Tiziana Avarista.
- Milton Dudenoff (stagione 4), interpretato da Griffin Dunne, doppiato da Francesco Prando.
- Helga (stagione 4), interpretata da Alexandra Templer, doppiata da Vanina Marini.
- Ron Howard (stagione 4), interpreta se stesso, doppiato da Roberto Chevalier.
- Sofia Caccimelio (guest stagione 4), interpretata da Téa Leoni, doppiata da Chiara Colizzi.

## Produzione

### Sviluppo
Nel gennaio 2020 è stato annunciato che Steve Martin e Martin Short avrebbero recitato in una serie Hulu senza titolo, creata dallo stesso Martin e da John Hoffman, con Martin, Short e Hoffman come produttori esecutivi, insieme a Dan Fogelman. La serie è prodotta da 20th Television.

#### Rinnovi
Nel settembre del 2021, la serie viene rinnovata per una seconda stagione, mentre l'11 luglio 2022 viene annunciato il rinnovo per una terza. Il 3 ottobre 2023, in concomitanza con la fine della terza stagione, viene annunciato il rinnovo per una quarta. Ad inizio settembre 2024, durante la trasmissione della quarta stagione, viene annunciato il rinnovo per una quinta stagione della serie.

### Cast
Oltre all'annuncio iniziale, è stato annunciato che Martin e Short sarebbero stati i protagonisti della serie. Nell'agosto 2020 Selena Gomez si è unita al cast della serie ed è diventata anche produttrice esecutiva. Nel novembre 2020 Aaron Dominguez si è unito al cast. Nel gennaio 2021, anche Amy Ryan si è unita al cast. Nello stesso mese Nathan Lane si è unito al cast in un ruolo ricorrente. Il 1º dicembre del 2021 è stato annunciato che Cara Delevingne si sarebbe unita al cast per la seconda stagione. Al cast della terza stagione si unisce anche Meryl Streep, mentre nella quarta stagione Eugene Levy, Eva Longoria e Zach Galifianakis si uniscono al cast interpretando sé stessi. 

### Lavorazione
Le riprese della prima stagione sono iniziate il 3 dicembre 2020 nella città di New York, dov'è anche situato il Belnord, l'edificio utilizzato per le riprese esterne dell'Arconia Building, il palazzo dov'è ambientata buona parte delle scene della serie, e si sono concluse nell'aprile 2021.
Le riprese della seconda stagione sono invece iniziate il 1º dicembre 2021.

## Distribuzione
Only Murders in the Building ha debuttato il 31 agosto 2021 negli Stati Uniti sulla piattaforma streaming Hulu con i primi tre episodi.
In Italia la serie è stata resa disponibile a cadenza settimanale su Disney+ come Star Original a partire dallo stesso giorno. La seconda stagione viene resa disponibile a livello globale a partire dal 28 giugno 2022, mentre la terza viene pubblicata dall'8 agosto 2023. La quarta viene pubblicata a partire dal 27 agosto 2024 a cadenza settimanale.

## Accoglienza
| Stagione | Rotten Tomatoes | Metacritic |
| -------- | --------------- | ---------- |
| 1        | 100%            | 76         |
| 2        | 97%             | 79         |
| 3        | 96%             | 77         |
| 4        | 94%             | 78         |

La prima stagione, sull'aggregatore di recensioni Rotten Tomatoes ha un indice di gradimento del 100%, con un voto medio di 8 su 10, basato su 107 recensioni, e viene indicata come la miglior serie originale Hulu di sempre. Inoltre è risultata essere la serie comedy più vista nella storia della piattaforma.
La seconda stagione della serie ha ottenuto il 98% di critiche positive, con un voto medio di 8,05 su 10, basato su 116 recensioni.
La terza stagione ha ottenuto il 96% di critiche positive, con un voto medio di 7,9 su 10, basato su 114 recensioni.

## Riconoscimenti
- Critics' Choice Television Award[32]
  - 2022 – Candidatura per la miglior serie commedia
  - 2022 – Candidatura per il miglior attore in una serie commedia a Steve Martin
  - 2022 – Candidatura per il miglior attore in una serie commedia a Martin Short
  - 2022 – Candidatura per la miglior attrice in una serie commedia a Selena Gomez

- Premio Emmy[33]
  - 2022 – Candidatura per la miglior serie commedia
  - 2022 – Candidatura per il miglior attore in una serie commedia a Steve Martin
  - 2022 – Candidatura per il miglior attore in una serie commedia a Martin Short
  - 2022 – Candidatura per la miglior regia in una serie commedia a Jamie Babbit per l'episodio True crime
  - 2022 – Candidatura per la miglior regia in una serie commedia a Cherien Dabis per l'episodio Il ragazzo della 6B
  - 2022 – Candidatura per la miglior sceneggiatura in una serie commedia a Steve Martin e John Hoffman per l'episodio True crime
  - 2022 – Candidatura per il miglior attore ospite in una serie commedia a Nathan Lane
  - 2022 – Candidatura per la miglior attrice ospite in una serie commedia a Jane Lynch
  - 2022 – Candidatura per il miglior casting a Bernard Telsey e Tiffany Little Canfield
  - 2022 – Candidatura per i migliori costumi contemporanei a Dana Covarrubias, Amanda Bujak e Amy Burt per l'episodio Chi è Tim Kono?
  - 2022 – Candidatura per il miglior design di una sigla a Lisa Bolan, Tnaya Witmer, Laura Perez, James Hurlburt, Evan Larimore e Jahmad Rollins Rollins
  - 2022 – Candidatura per la miglior composizione musicale per una serie a Siddhartha Khosla per l'episodio Il ragazzo della 6B
  - 2022 – Candidatura per il miglior tema musicale di una sigla a Siddhartha Khosla
  - 2022 – Candidatura per la miglior scenografia a Curt Beech, Jordan Jacobs e Rich Murray per l'episodio True crime
  - 2022 – Candidatura per la miglior fotografia single-camera in una serie commedia a JoAnne Marie Yarrow per l'episodio Fan fiction
  - 2022 – Candidatura per la miglior fotografia single-camera in una serie commedia a Julie Monroe per l'episodio Apri e chiudi
  - 2022 – Candidatura per il miglior missaggio per una serie drammatica o commedia con episodi inferiori ai 30 minuti e d'animazione a Lindsey Alvarez, Mathew Waters e Joseph White Jr. per l'episodio Il ragazzo della 6B
  - 2023 – Candidatura per la miglior serie commedia
  - 2023 – Candidatura per il miglior attore in una serie commedia a Martin Short
  - 2023 – Candidatura per la miglior regia in una serie commedia a Jamie Babbit per l'episodio True crime
  - 2023 – Candidatura per la miglior sceneggiatura in una serie commedia a John Hoffman, Matteo Borghese e Rob Turbovsky per l'episodio So chi è stato
  - 2024 – Candidatura per la miglior serie commedia
  - 2024 – Candidatura per il miglior attore in una serie commedia a Steve Martin
  - 2024 – Candidatura per il miglior attore in una serie commedia a Martin Short
  - 2024 – Candidatura per la miglior attrice in una serie commedia a Selena Gomez
  - 2024 – Candidatura per il miglior attore non protagonista in una serie commedia a Paul Rudd
  - 2024 – Candidatura per la miglior attrice non protagonista in una serie commedia a Meryl Streep

- Golden Globe[34]
  - 2022 – Candidatura per la miglior serie commedia o musicale
  - 2022 – Candidatura per il miglior attore in una serie commedia o musicale a Steve Martin
  - 2022 – Candidatura per il miglior attore in una serie commedia o musicale a Martin Short
  - 2023 – Candidatura per la miglior serie commedia o musicale
  - 2023 – Candidatura per il miglior attore in una serie commedia o musicale a Steve Martin
  - 2023 – Candidatura per il miglior attore in una serie commedia o musicale a Martin Short
  - 2023 – Candidatura per la miglior attrice in una serie commedia o musicale a Selena Gomez
  - 2024 – Candidatura per la miglior serie commedia o musicale
  - 2024 – Candidatura per il miglior attore in una serie commedia o musicale per Steve Martin
  - 2024 – Candidatura per il miglior attore in una seria commedia o musicale per Martin Short
  - 2024 – Candidatura per la miglior attrice in una serie commedia o musicale per Selena Gomez
  - 2024 – Candidatura per la miglior attrice in una serie commedia o musicale per Meryl Streep

- Screen Actors Guild Award[35]
  - 2022 – Candidatura per il miglior cast in una serie commedia
  - 2022 – Candidatura per il miglior attore in una serie commedia a Steve Martin
  - 2022 – Candidatura per il miglior attore in una serie commedia a Martin Short